# Havasi szegfű
A havasi szegfű (Dianthus alpinus) a szegfűvirágúak (Caryophyllales) rendjébe, ezen belül a szegfűfélék (Caryophyllaceae) családjába tartozó faj.

## Előfordulása
A havasi szegfű előfordulási területe, a közép-európai Alpok, főleg Ausztriában.

## Megjelenése
Ez a szegfű-faj valamivel magasabbra nő, mint a hószéli szegfű (Dianthus glacialis). Virágai feltűnően nagyok (átmérőjük 2,5-4 centiméter) és nincs illatuk, szirmuk élénk hússzínű, körmén sötét, bíborszínű folttal.

## Életmódja
A havasi szegfű a köves, ritkás gyepeket kedveli, 1000-2300 méter magasságban fordul elő.

## Képek

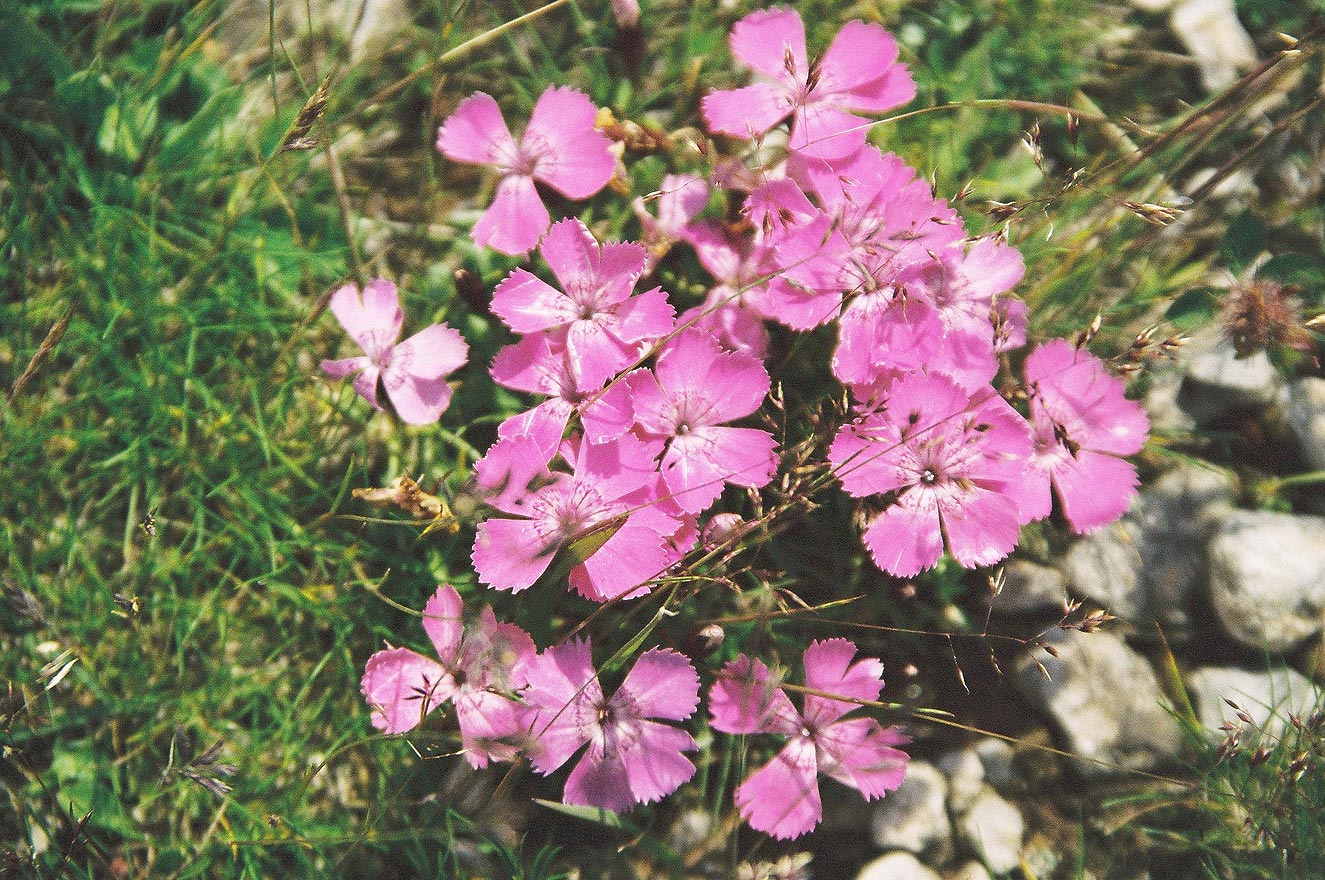
a növény
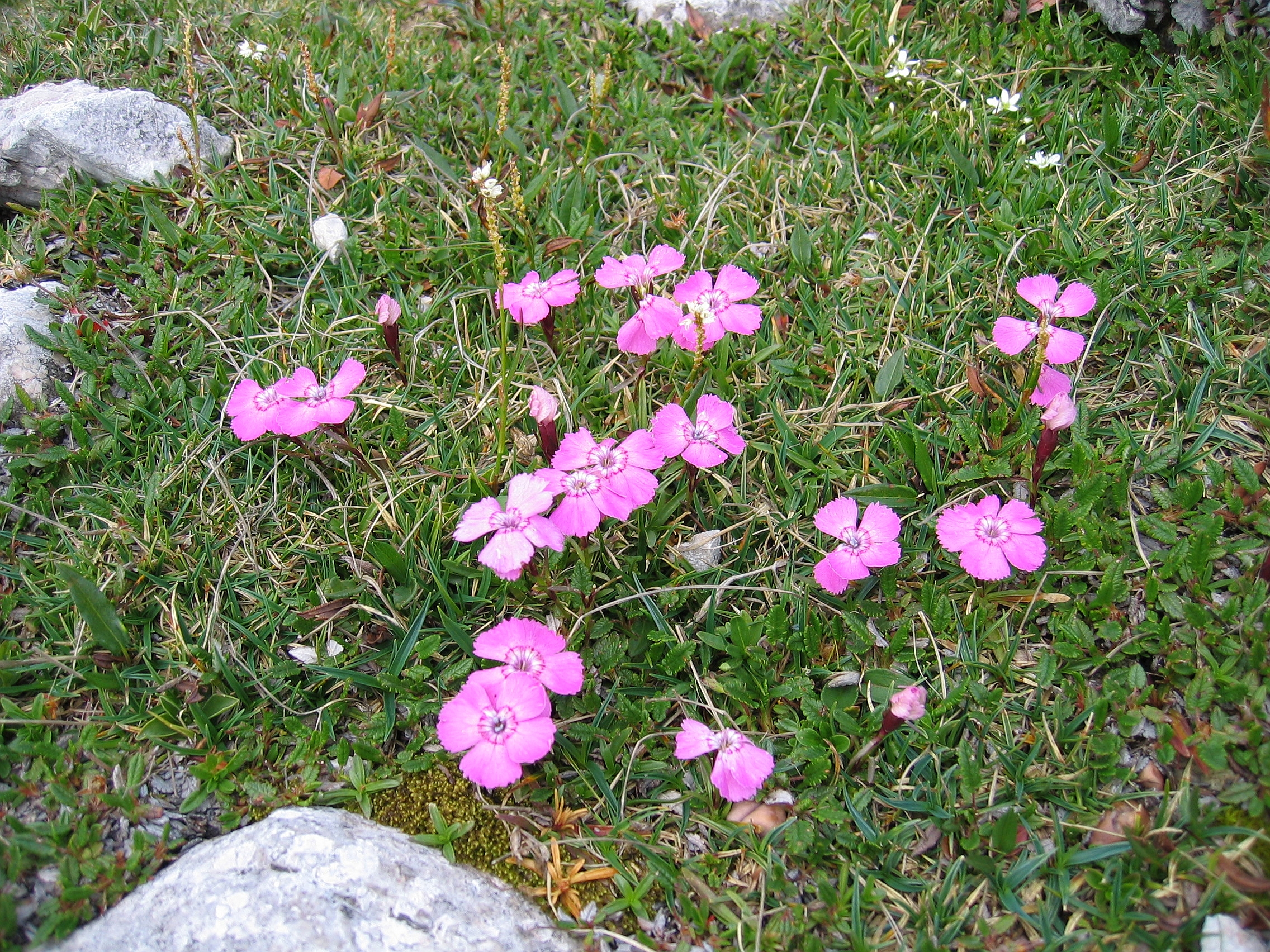
a természetes
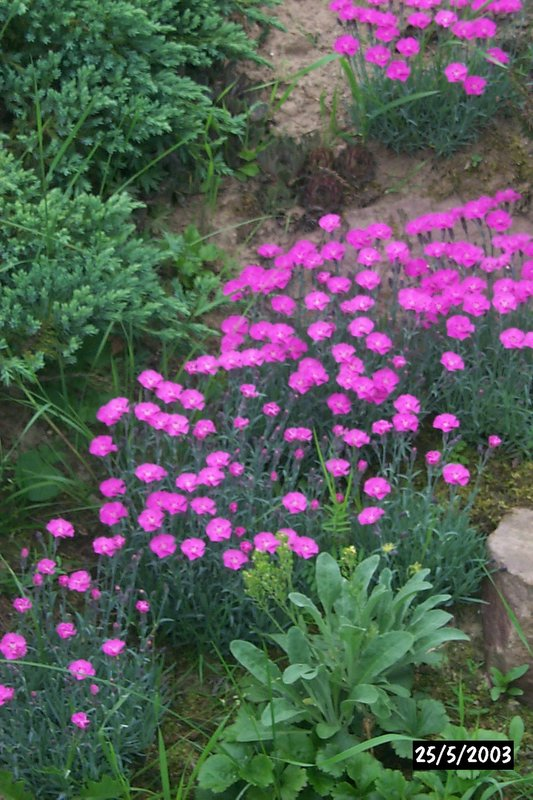
élőhelyén
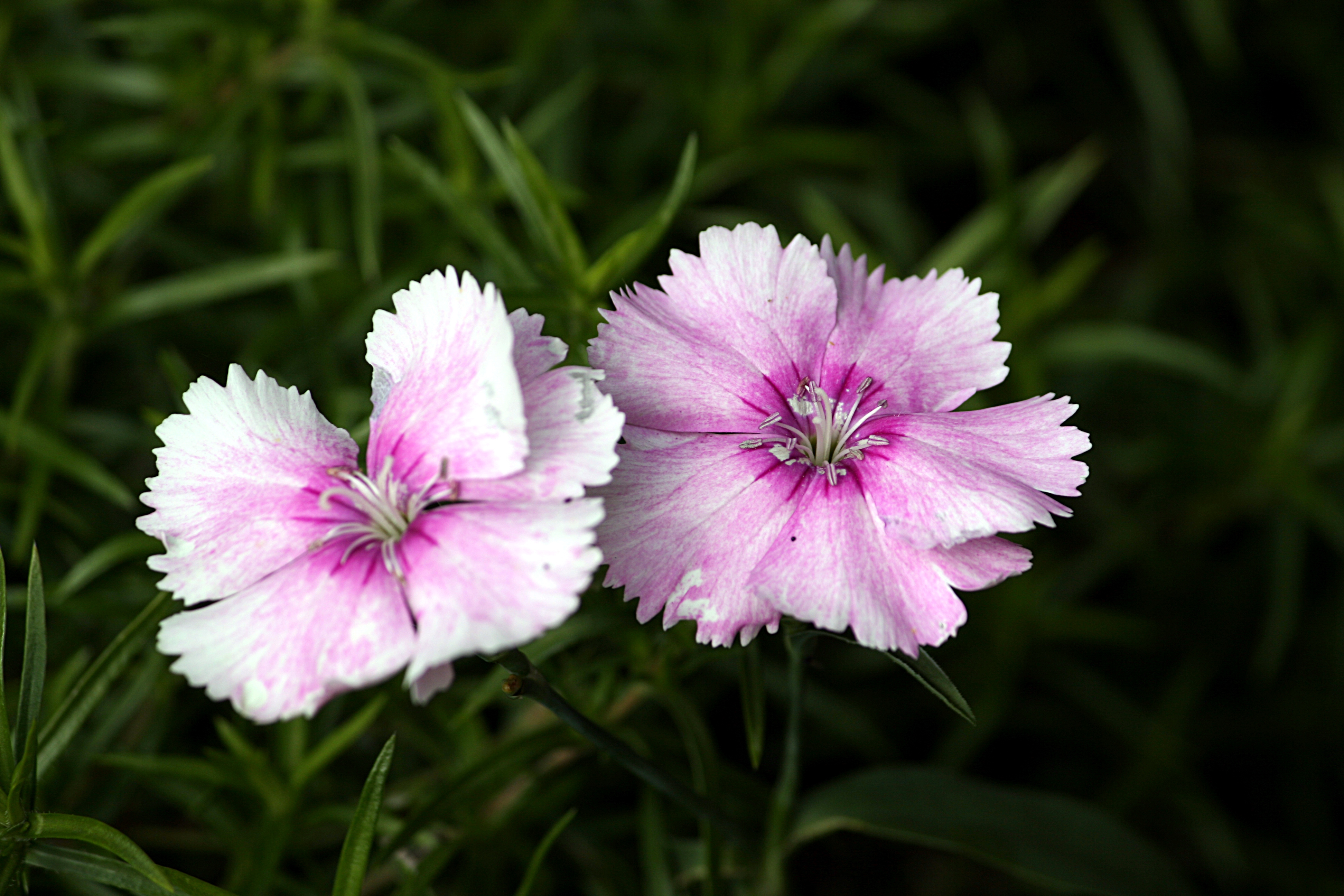
virágai
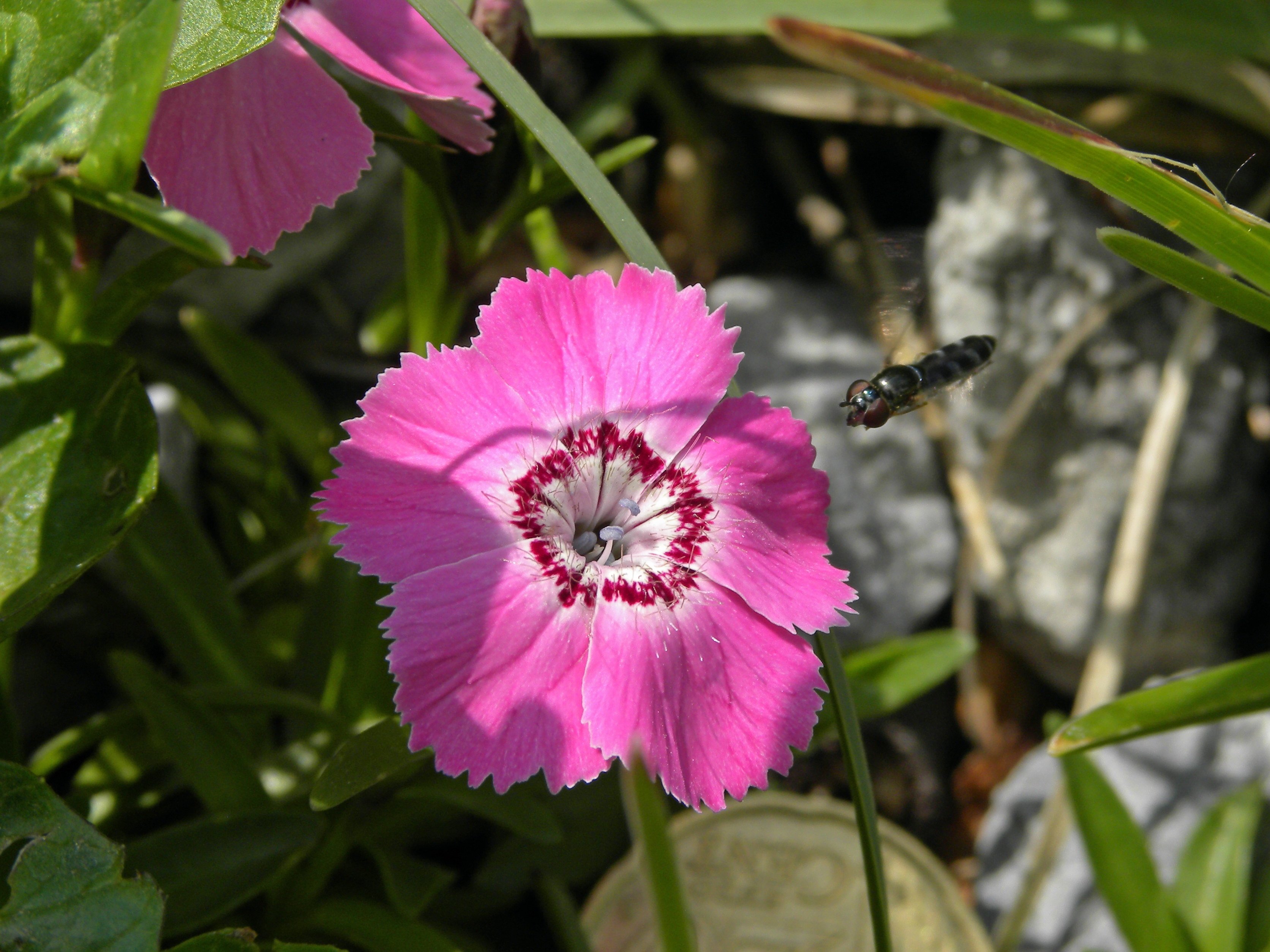
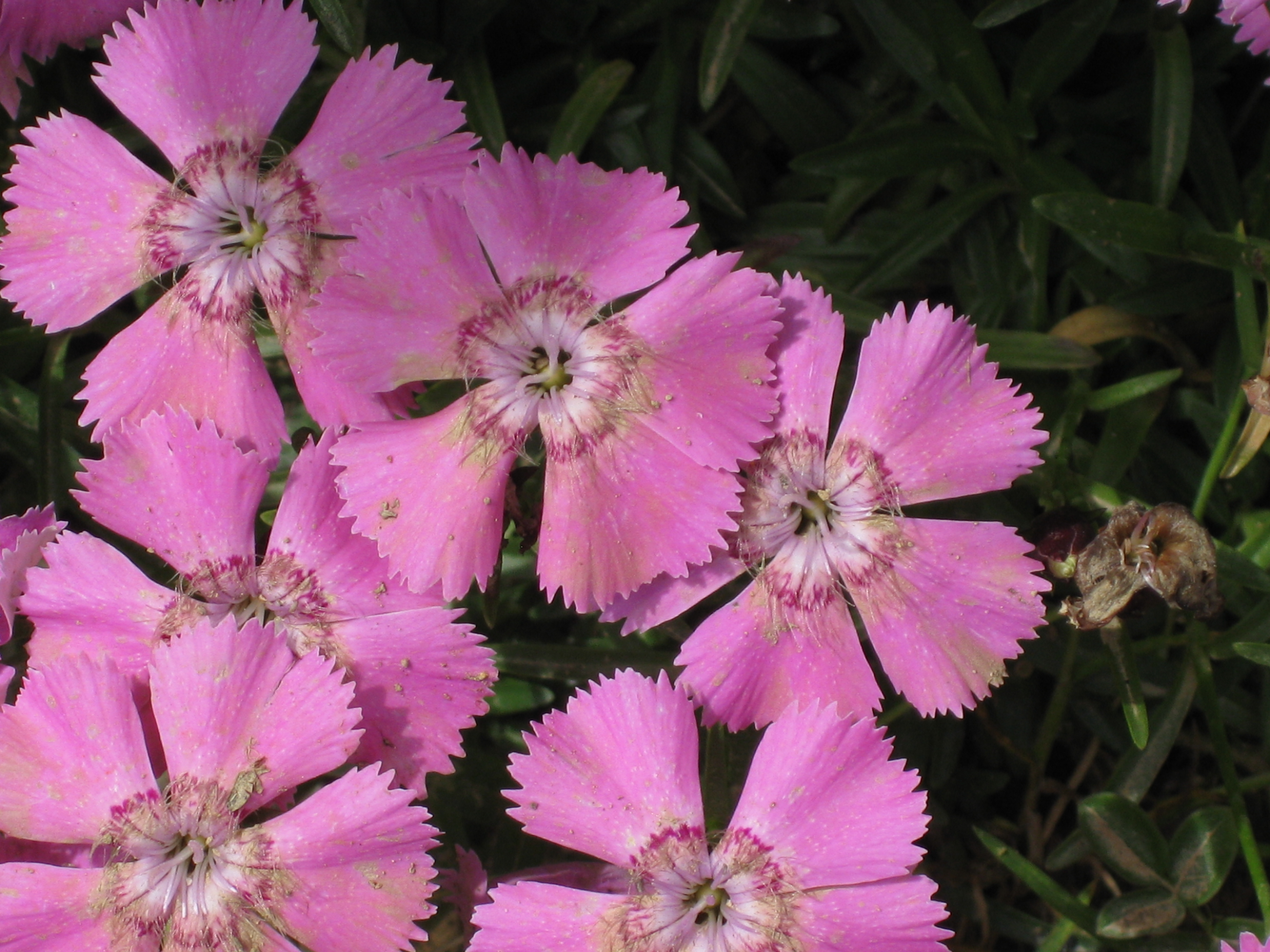
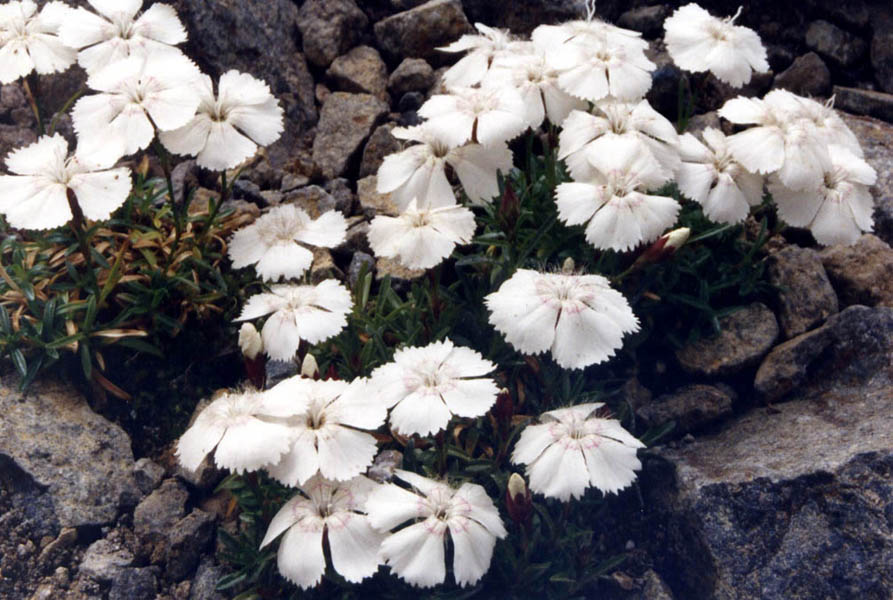
fehér változata
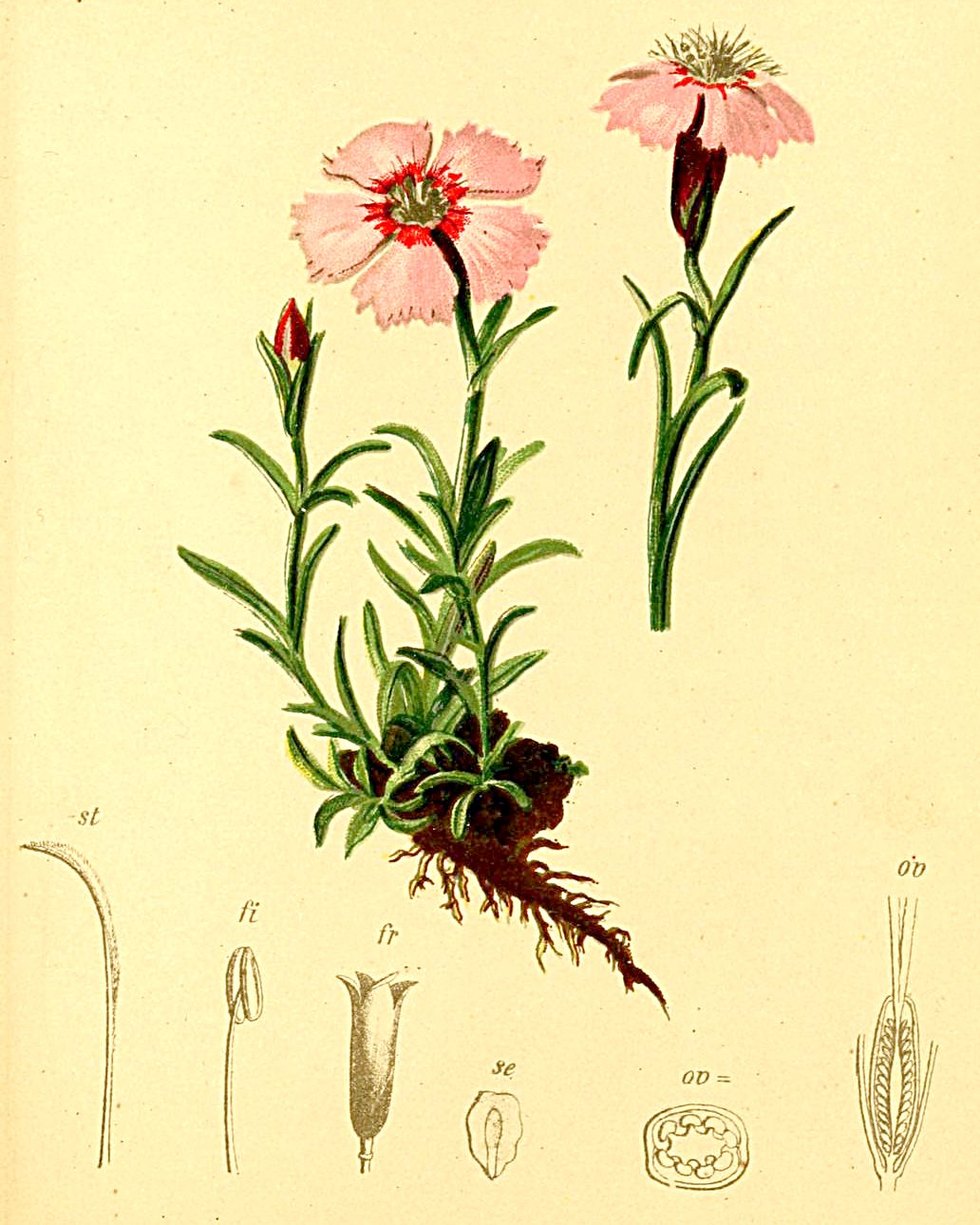
rajz a növényről